# Alcyone (opéra)
Pour les articles homonymes, voir Alcyone.
Personnages
- Alcyone (soprano)
- Ceix (haute-contre)
- Pélée (baryton)
- Apollon (haute-contre)
- Pan/ Phorbas (basse)

Alcyone (ou Alcione) est un opéra du compositeur français Marin Marais. Il prend la forme d'une tragédie en musique en un prologue et cinq actes. Le livret d'Antoine Houdar de La Motte, est basé sur le mythe grec de Ceix et Alcyone tel que le raconte Ovide dans ses Métamorphoses. 
La première représentation est donnée le 18 février 1706 par l'Académie royale de musique, au Théâtre du Palais-Royal rue Saint-Honoré, à Paris. La partition est particulièrement célèbre pour la scène de tempête de l'acte quatre. La Marche pour les Matelots, qui fait également partie de ce mouvement, est popularisée comme air de danse et est la base d'un chant de Noël paru vers 1860 dans les pays anglo-saxons, sur un texte de William Morris, Masters in This Hall.
L'opéra est considéré comme son chef-d'œuvre. Il est repris cinq fois jusqu'en 1771 et seulement en 1990 au concert et au disque. Alcyone a de nouveau été produit pour la scène en 2017, à l'Opéra-comique, par Jordi Savall et dans la mise en scène de Louise Moaty ,.

## Rôles
| Rôle                                                       | Voix                       | Créateurs (18 février 1706) |
| ---------------------------------------------------------- | -------------------------- | --------------------------- |
| Céïx, Roi de Trachines                                     | Haute-contre (Ténor léger) | Marin Boutelou-fils         |
| Alcyone, Fille d'Éole                                      | Dessus (Soprano)           | Marie-Louise Desmatins      |
| Pélée, Ami de Céïx                                         | Basse-taille (Basse)       | Gabriel-Vincent Thévenard   |
| Phorbas, Magicien                                          | Basse-taille               | Jean Dun-père               |
| Ismène, Magicienne                                         | Dessus                     | Mlle Dupeyré                |
| Doris, Confidente d'Alcyone                                | Dessus                     | Marie-Catherine Poussin     |
| Céphise, Confidente d'Alcyone                              | Dessus                     | Mlle Loignon                |
| Le Grand Prêtre de l'Hymen/Chef des Matelots/Neptune/Tmole | Basse-taille               | Charles Hardouïn            |
| Un Matelot                                                 | Taille (Baryténor)         | Jean-Louis Mantienne        |
| Une Matelotte                                              | Dessus                     | Jeanne-Marguerite Aubert    |
| La Prêtresse de Junon                                      | Dessus                     | Françoise Desjardins        |
| Le Sommeil                                                 | Haute-contre               | Pierre Chopelet             |
| Phosphore, Père de Céïx                                    | Haute-contre               | Robert Lebel                |
| Un Suivant de Céïx                                         | Haute-contre               | Jean Boutelou               |
| Apollon                                                    | Haute-contre               | Jacques Cochereau           |
| Une Bergère                                                | Dessus                     | Marie-Catherine Poussin     |

## Synopsis

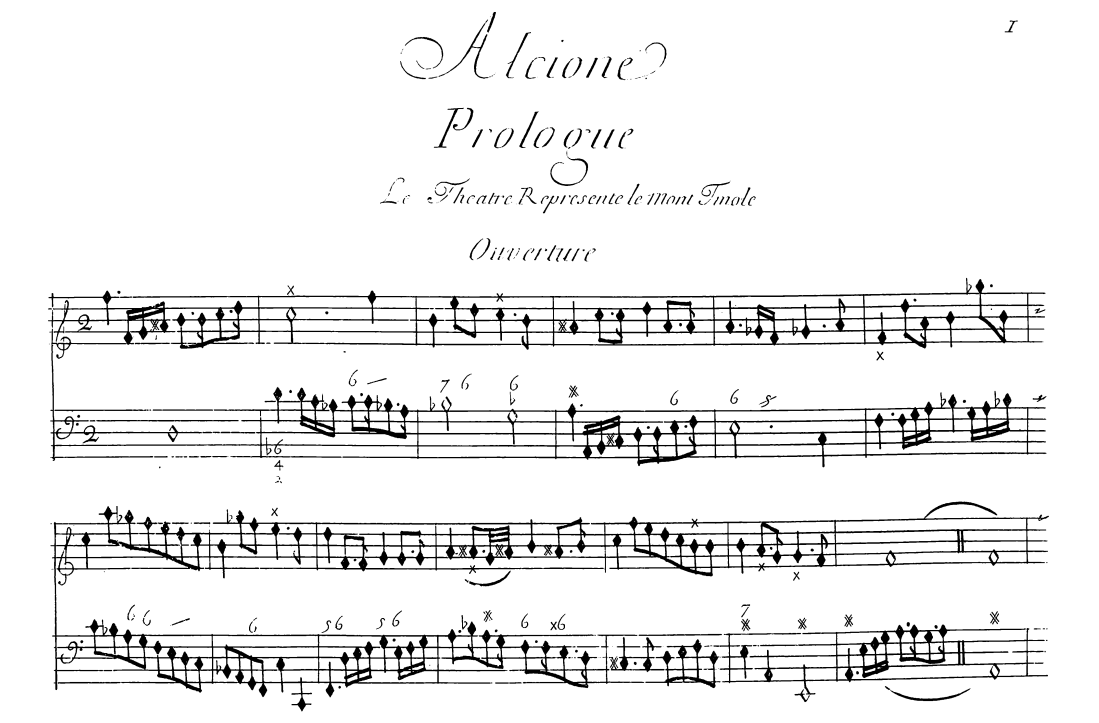
Début de l'ouverture de l'opéra.

### Prologue
Le dieu de la montagne Tmolus décide un concours musical entre Pan et Apollon, en faveur de ce dernier. Apollon souhaite un retour au règne de la paix dans le monde, symbolisé par les Alcyons.

### Acte un
Palais de Céïx – Céïx, Roi de Trachis et Alcyone, fille d'Éole, sont destinés au mariage. Pélée, le meilleur ami de Céïx, est aussi amoureux d'Alcyone. La cérémonie de mariage est perturbée par la magie de Phorbas (avec la magicienne Ismène), dont les ancêtres ont autrefois jugé Trachis et qui est contraint de se venger contre Céïx.

### Acte deux
Céïx se rend à la grotte de Phorbas pour le supplier d'arrêter ses maléfices. Mais Phorbas dit à Céïx qu'il doit se rendre à l'oracle d'Apollon sur l'île de Claros pour entendre le verdict du dieu. En réalité, ces conseils sont destinés à « hâter les malheurs qu'il croit éviter » : le plan de Phorbas est de faire mourir Céïx.

### Acte trois
Céïx s'embarque au port de Trachines (Ô mer, dont le calme infidèle ; Marches pour les matelots). Phorbas dit à Pélée qu'il a arrangé le voyage pour que Pélée puisse être libre de se faire connaître à Alcyone. Mais la conscience de Pélée est troublée, quand il voit Alcyone s'effondrer au départ de Céïx.

### Acte quatre

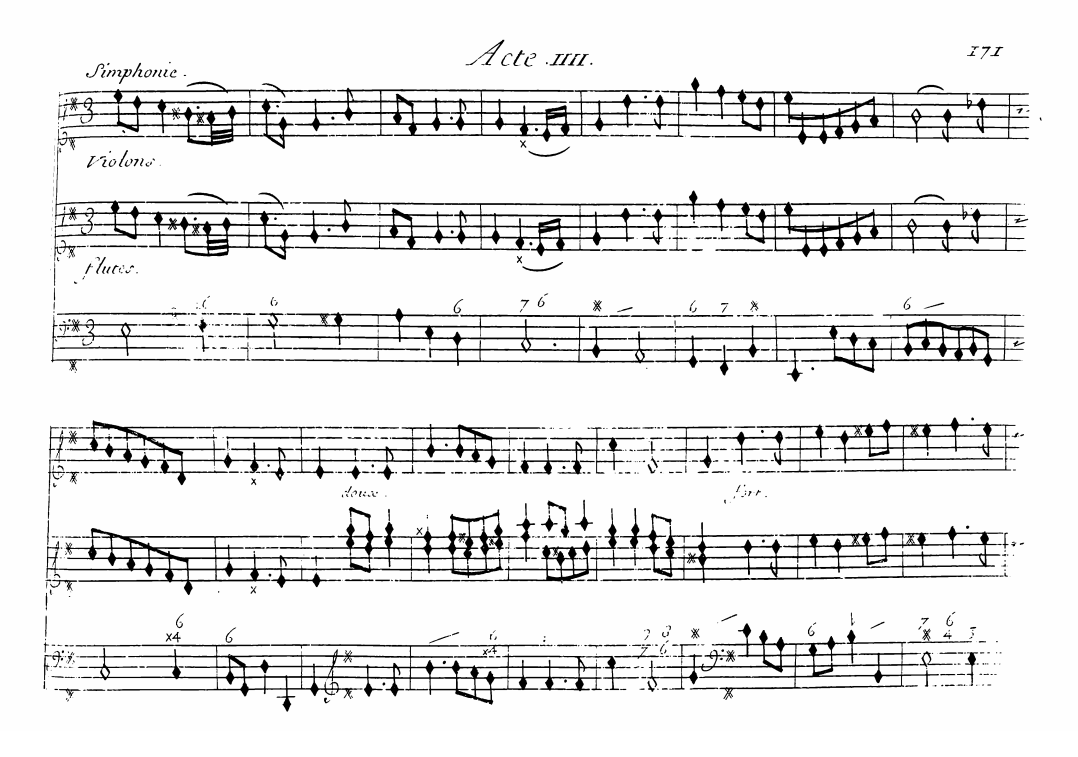
« La Symphonie » du Sommeil à l'acte IV d’Alcyone. Le compositeur ménage un climat de douceur, juste avant la « Tempête », ce qui en renforce le contraste.

Alcyone se rend au temple de Junon pour prier le retour de Céïx en toute sécurité. Elle s'endort et dans un rêve évoqué par Sommeil (Air & Symphonie du Sommeil), elle voit un navire en difficulté sur une mer orageuse (Tempête).

### Acte cinq
Alcyone est pleine d'appréhension. Pélée avoue son amour pour elle et a tellement honte qu'il offre de se suicider. Alcyone voit un corps échoué sur la plage. Croyant qu'il s'agit de Céïx, elle s'exécute elle-même, avec l'aide d'une épée. Mais Neptune rend la vie aux amoureux et les rend responsables de l'apaisement des mers (Chaconne pour les Tritons).

## Réception

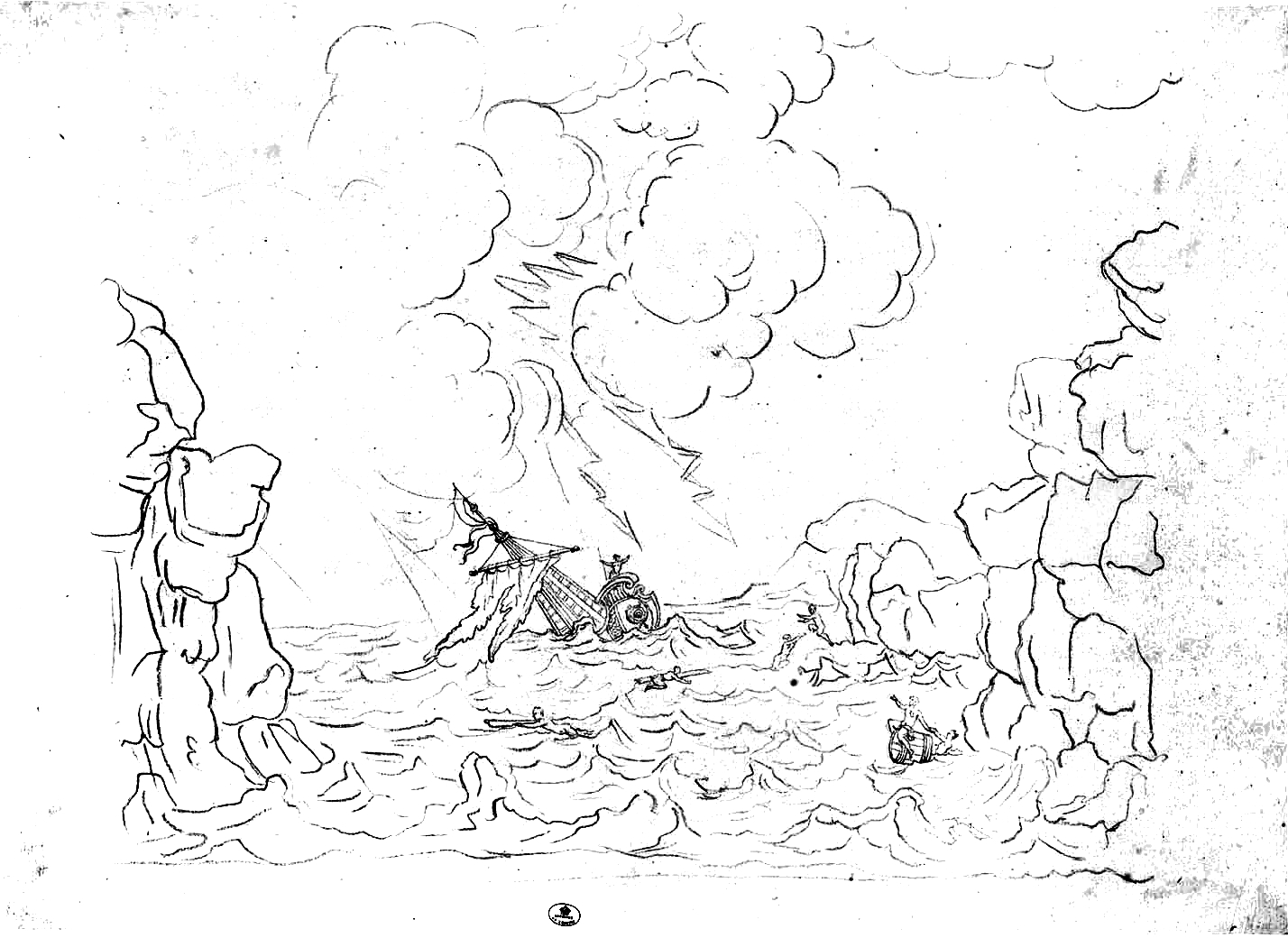
Projet de l'atelier de Jean Berain (1640–1711) pour la tempête d’Alcyone de Marin Marais.

L'œuvre fut « très applaudie » dès sa création et reprise en 1719 et après la mort du compositeur en 1730, 1741, 1756 et 1771,. Les éloges sont surtout destinés au musicien et son opéra considéré comme l'un des plus beaux du répertoire lyrique de l'Ancien Régime, au niveau de L'Europe galante (1697) d'André Campra. L'usage, pour la première fois à l'Opéra, de la contrebasse dans la Tempête (acte IV, scène 4), contribua à la réputation de l'ouvrage, éclipsant celle figurant dans Thétis et Pélée (1689) de Pascal Collasse, mais repris en 1724.
Les airs célèbres, dans une grande variété de ton, surent influencer Rameau lorsqu'il se consacra à la tragédie lyrique.
En 1741, il y eut même une parodie du même nom, montée à la Comédie-italienne, livret de Jean-Antoine Romagnesi et musique d'Adolphe Blaise.
Évrard Titon du Tillet, dans Le Parnasse françois écrit : 

« On ne peut s'empêcher de dire ici un mot de la tempête de cet Opéra, tant vantée par tout les Connoisseurs, & qui fait un effet si prodigieux. Marais imagina de faire exécuter la basse de la tempête, non seulement sur les Bassons & les Basses de Violons à l'ordinaire, mais encore sur des Tambours peu tendus, qui roulant continuellement, formant un bruit sourd & lugubre lequel joint a des tons aigus & perçans pris sur le haut de la chanterelle des Violons et les Haut-bois font sentir ensemble toute la fureur & tout l'horreur d'une mer agitée [...] »

— Le Parnasse françois, p. 626.

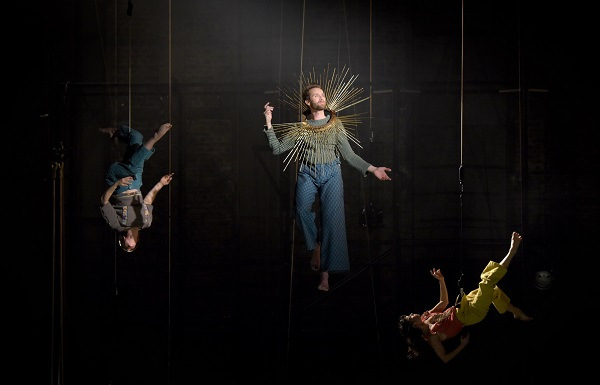
Sebastian Monti, dans le rôle d'Apollon, à l'Opéra Comique, en 2017

Cette tempête est si populaire qu'elle est insérée dans la reprise de Alceste de Lully en 1707 et citée dans Les fêtes vénitiennes par Campra en 1711, puis jouée pour Louis XIV à sa demande, dans sa résidence à Marly, et encore en 1715 dans une parodie de Télémaque de Destouches à la foire Saint-Germain pour un public populaire. 
De nos jours également, la partition est considérée comme son chef-d'œuvre,.

## Remaniements
Lors de chaque reprise, Alcyone fut l'objet de nombreux remaniements ; c'est ce dont témoignent les partitions manuscrites conservées à la bibliothèque de l'Opéra de Paris. Dès 1730, le prologue est écarté et supprimé définitivement en 1756 ; en contrepartie des ajouts viennent combler les manques. En 1771, la partition est considérablement transformée.

## Représentation
Reprise à l'Opéra-Comique le 26 avril 2017 sous la direction de Jordi Savall dans une mise en scène de Louise Moaty.

## Enregistrements

### Extraits
Selon Jérôme de La Gorce, le premier disque consacré à Marin Marais se trouve être justement des extraits d'Alcyone, par Jean-François Paillard en 1956 (Erato) ; cette suite instrumentale était réalisée par Alexandre Cellier. Suivent l'aria d'Alcyone du quatrième acte, et d'autres empruntées à l'opéra baroque dans un florilège, chanté par Ettel Sussman et dirigé par le chef d'orchestre Louis de Froment (L'Oiseau-Lyre). En 1965 paraissent deux suites d'orchestre, respectivement par Jean-Louis Petit et par le Concentus Musicus de Nikolaus Harnoncourt (pour Vanguard, qui l'enregistre de nouveau en 1973 pour Telefunken). En 1980, Jean-Claude Malgoire grave quelques airs de danses (chez CBS). Jordi Savall a réalisé pour sa part un disque des seules suites orchestrales, utilisant la version de 1741, toujours dans la restitution de Jérôme de La Gorce : Alcione, Suite des Airs à joüer (1706), Le Concert des Nations, dir. Jordi Savall (décembre 1993, Astrée E8525 / SACD AliaVox AVSA99003) (OCLC 981305633 et 971745976)

### Intégrales
- Alcione (intégrale) - Jennifer Smith (Alcyone) ; Gilles Ragon (Céïx) ; Philippe Huttenlocher (Pelée) ; Jean-Paul Fouchécourt (Apollon, Le Sommeil) ; Véronique Gens (2e matelotte, la Prêtresse) ; Bernard Deletré (Tmole, le Grand Prêtre) ; Les Musiciens du Louvre, dir. Marc Minkowski (janvier 1990, 3 CD Erato « Musifrance » 2292-45522-2)[22] (OCLC 26141244)
- Alcione (intégrale) - Lisandro Abadie (Pan, Phorbas), Marc Mauillon (Pelée), Cyril Auvity (Céïx), Lea Desandre (Alcione), Le Concert des Nations, dir. Jordi Savall, 3 SACD Alia Vox, 2020